# كين دوغديل
كين دوغديل (بالإنجليزية: Ken Dugdale)‏ هو لاعب كرة قدم ومدرب كرة قدم نيوزيلندي في مركز الوسط، ولد في 7 ديسمبر 1950 في ليفربول في المملكة المتحدة. لعب مع أستون فيلا ونادي بارسكو ووولفرهامبتون واندررز وويغان أتلتيك.

## وصلات خارجية
- كين دوغديل على موقع قاعدة بيانات كرة القدم.إي يو (الإنجليزية)